# Beats Electronics
Beats Electronics es una compañía fabricante de productos de audio fundada en Culver City, California. En 2014 tras una compra por tres mil millones de dólares pasó a ser una división de Apple Inc. Fundada por el músico y productor, Andre "Dr. Dre" Young, y el presidente de Interscope-Geffen-A&M, Jimmy Iovine. Produce principalmente productos bajo la marca Beats by Dr. Dre. La compañía también ha licenciado la tecnología de audio a otras empresas  para su uso en sus propios productos.
De 2008 a 2012, sus productos fueron fabricados exclusivamente por la electrónica de consumo compañía Monster Cable. Tras la cancelación de su contrato, iniciaron su propia fabricación de productos.

## Historia
La empresa fue fundada formalmente en 2008, y debutó su primer producto, Beats by Dr. Dre Studio, a finales de 2008. Monster Cable se le concedió derechos exclusivos en virtud de un contrato de 5 años para la fabricación y el desarrollo de la marca Beats los primeros productos. Para promover sus productos, Beats dependió principalmente de vídeos musicales, y la colaboración con músicos y otras celebridades para desarrollar la marca. El mayor exponente de sus productos fue el jugador de baloncesto estadounidense LeBron James, quien tras invertir una importante suma en la empresa le regaló un ejemplar de auriculares a sus compañeros de selección para los JJ OO de Pekín 2008 para su promoción, la cual fue todo un éxito. 
En agosto de 2011, el fabricante de teléfonos móviles HTC adquirió una participación mayoritaria del 50,1 % en el late por $309 millones. La compra fue pensada para permitir que HTC pudiera competir con otros fabricantes de teléfonos móviles al asociarse con la marca Beats, como la compra también otorgado a HTC los derechos exclusivos para la fabricación de teléfonos inteligentes con los sistemas de audio de la marca Beats. A pesar de la adquisición de la mayoría, HTC todavía permitía a Beats para operar como empresa autónoma.
El 12 de enero de 2012, BusinessWeek informó que Beats y Monster no podían renovar su contrato de producción y sería poner fin a su asociación antes de finales de 2012. Como resultado, los Beats tomaron sus operaciones de fabricación en la empresa, y como objetivo duplicar su fuerza de trabajo a unos 300 empleados. Monster en última instancia, comenzará a comercializar su propia línea de competir de auriculares premium dirigidos hacia un demográfico más viejo. En octubre de 2012, dio a conocer Beats sus dos primeros productos de desarrollo propio; Iovine creía que la compañía tendría ahora a "su control propio con destino propio con el fin de continuar su crecimiento". Iovine también se refirió a la forma en que otros fabricantes de auriculares habían tratado de emular el modelo de negocio Beats de apoyo de celebridades que indica que "algunos de nuestros competidores son ingenieros baratos que nunca han ido a un estudio de grabación. Usted no puede quedarse sólo el nombre de alguien en un auricular que no sabe nada de sonido".
En julio de 2012, HTC vendió de nuevo la mitad de su participación en golpes por $ 150 millones, manteniéndose en el mayor accionista con un 25,1 por ciento. La venta fue destinado a proporcionar "flexibilidad para la expansión global, manteniendo importante la participación de HTC y la exclusividad comercial en móvil. " En agosto de 2013, surgieron informes de que los fundadores de Beats planean volver a comprar participación minoritaria restante de HTC en la empresa, y buscar una nueva pareja, no especificada para una inversión de futuro. El 27 de septiembre de 2013, HTC confirmó su plan para vender su participación del 24,84% restante en Beats de nuevo a la compañía por $ 265 millones, con el acuerdo que se espera que se cierre a finales de año. Al mismo tiempo, Beats anunció que el Carlyle haría una inversión minoritaria en la empresa. La venta ayudó a HTC a su vez un beneficio neto de $10,3 millones de dólares para el cuarto trimestre de 2013, tras la primera pérdida trimestral de la compañía en la historia de la empresa.
El nombramiento de un nuevo director de operaciones (COO) se anunció a principios de noviembre de 2013. Mateo Costello, exintegrante de Ikea y HTC , presentará un informe al presidente de la compañía, que también había estado actuando como director de operaciones.
El 28 de mayo de 2014, Apple anuncio la compra de Beats Electronics por $3.000 millones de dólares, lo cual la convierte en la compra más cara de la historia de Apple.

## Adquisición de MOG y Lanzamiento de Beats Music
El 2 de julio del 2012, Beats anunció la adquisición del servicio de música en línea MOG, que se informa que la compra fue entre los 10 y 16 millones de dólares.
Unos meses después, en diciembre de 2012, la empresa contrató a Trent Reznor para diseñar un nuevo servicio de música en nombre.
En agosto de 2013, Beats creó su propio servicio de música con su nombre final: "Beats Music". El servicio fue presentado en enero de 2014 y lanzado en los Estados Unidos el 21 de enero de ese mismo año.

## Compra de la compañía
Apple anunció, el miércoles 29 de mayo de 2014, la compra del fabricante de auriculares de alta gama Beats Electronics por 3 mil millones de dólares. Esto significa que aumentaría la reputación de la compañía y la gama del producto para así competir directamente con otras marcas de prestigio.

## Productos
| TuneChi by Dre (Beats Pro-Red)              |                  |            |
| Beats Edición Especial DJ TREIZ             |                  |            |
| Beats Studio (New Edition 2013)             |                  |            |
| Beats Studio Wireless                       |                  |            |
| Beats Studio (Cableados)                    |                  |            |
| Beats Executive                             |                  |            |
| Beats Wireless                              |                  |            |
| Beats Mixr                                  |                  |            |
| Beats Solo HD                               |                  |            |
| Beats EP                                    |                  |            |
| Beats Solo En Casa                          |                  |            |
| Beats pro                                   |                  |            |
| Beats Solo 3                                |                  |            |
| Beats Solo 3 Wireless                       |                  |            |
| Beats Solo 3 Wireless Special Black Edition | Earphones        | Beats Tour |
| PowerBeats                                  | Earphones        |            |
| Heartbeats                                  | Earphones        |            |
| urBeats                                     | Earphones        |            |
| Speakers                                    | Earphones        | Beatbox    |
| Speakers                                    | Beatbox Portable |            |
| Speakers                                    | Beats Pill       |            |
| Speakers                                    | Pink Pill        |            |